# Кальницки, Густав
Густав Кальницки (венг. Kálniczky Gusztáv, 1896—1964) — венгерский фехтовальщик, призёр чемпионатов мира.

## Биография
Родился в 1896 году. В 1928 году принял участие в соревнованиях по фехтованию на шпагах на Олимпийских играх в Амстердаме, но неудачно. В 1929 году стал бронзовым призёром Международного первенства по фехтованию в Неаполе. В 1931 году завоевал серебряную медаль Международного первенства по фехтованию в Вене.
В 1937 году Международная федерация фехтования задним числом признала все проходившие ранее Международные первенства по фехтованию чемпионатами мира.